# Ekwiwalencja ricardiańska
Ekwiwalencja ricardiańska (także: równoważność Ricarda, teoria Barro-Ricardo) – koncepcja sformułowana przez Davida Ricardo i przez niego również odrzucona jako nieprawdopodobna. Podjęta i obroniona następnie przez ekonomistę z Harvardu – Roberta Barro. Teoria ta zakłada, że nieważne czy rząd finansuje swoje wydatki za pomocą długu czy podwyżki podatków, ponieważ zagregowany popyt w gospodarce pozostanie i tak na niezmienionym poziomie.

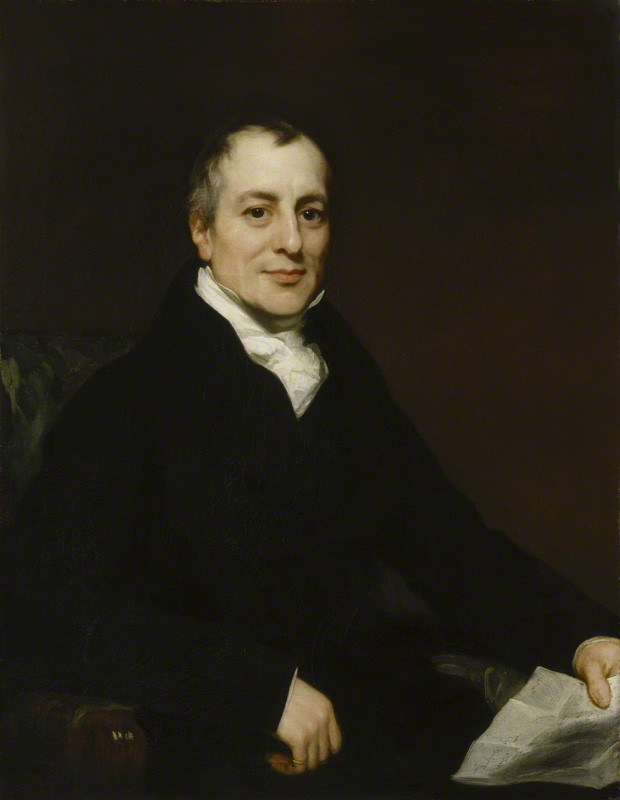
David Ricardo, twórca teorii

## Istota teorii
Według teorii Ricarda rząd może finansować swoje wydatki: przez obciążanie podatkami swoich obecnych podatników, emitując obligacje do wykupu przez obywateli lub po prostu zaciągając pożyczkę pieniężną. Jednak ostatecznie rząd musi pamiętać o spłacie tej pożyczki przez jednoczesną podwyżkę podatków, które w innym przypadku będą musiały być podwyższone w przyszłości. Stąd wynika konieczność wyboru między zwiększeniem podatków od razu a ich podwyżką dopiero w przyszłości.
Załóżmy, że rząd finansuje swoje dodatkowe wydatki przez deficyt, tj. podwyżkę podatków w przyszłości. Według teorii równoważności ricardiańskiej, mimo że podatnicy będą mieli obecnie więcej pieniędzy, zdają sobie oni sprawę, że będą musieli płacić wyższe podatki w przyszłości. Według hipotezy sformułowanej przez duet Barro-Ricardo wzrost deficytu budżetowego powoduje wzrost podatku w przyszłości. Finansowanie deficytu odbywa się z bieżących podatków lub pożyczek. Jeśli więc rząd zmniejsza podatki pozostawiając wydatki na stałym poziomie lub nie zmienia stawki podatku, a zwiększa wydatki, zaciąga tym samym pożyczkę, którą pokryje z wpływów z podwyższonego podatku w przyszłości. Wynika z tego, że ludzie podejmując codzienne decyzje w kwestii wydatków zwracają także uwagę na długookresowe rezultaty działań rządu w chwili obecnej. Dlatego też zwiększą oni swoje oszczędności i zmniejszą swoją krańcową skłonność do konsumpcji, aby być gotowymi na płacenie wyższej stawki opodatkowania w przyszłości. Takie działanie społeczeństwa może wynikać nie tylko z jego zapobiegliwości, ale także z troski o sytuację materialną przyszłych pokoleń. Konsumpcja gospodarstw domowych w okresie podwyższonego podatku spada, rosną zaś oszczędności. Pozwala to na wyrównanie poziomu konsumpcji w czasie, zachwianą podwyżkami opodatkowania. Te dodatkowe oszczędności konsumentów wyrównają dodatkowe wydatki rządu, więc ogólny popyt w gospodarce pozostanie niezmieniony.
Równoważność ricardiańska sugeruje, że wysiłki rządu podjęte, żeby wpłynąć na popyt przy użyciu narzędzi polityki fiskalnej mogą okazać się bezowocne. Teoria ta w pewnym sensie kontrastuje z alternatywnymi teoriami budującymi założenia gospodarki Keynesowskiej. W modelu Keynesowskim efekt mnożnikowy oznacza, że polityka fiskalna działa pobudzająco na popyt, co powoduje, że jego wzrost przewyższa wcześniejszy wzrost wydatków budżetowych.

## Założenia teorii
Równoważność ricardiańska zakłada, że finansowany deficytem wzrost wydatków rządu nie doprowadzi do wzrostu zagregowanego popytu. Według tego modelu konsumenci zwiększą swoje obecne oszczędności, aby pomogło im to zrównoważyć oczekiwaną podwyżkę podatków w przyszłości. Jak już wynikło z wcześniejszej analizy, zagregowany popyt się wtedy nie zmieni.
Jednak, aby teoria ta mogła działać faktycznie w opisany powyżej sposób spełnionych powinno być kilka założeń, a mianowicie:
- istnieje idealny rynek kapitałowy, gdzie każde gospodarstwo może pożyczyć lub oszczędzić tyle, ile tylko potrzebuje po stałej stopie procentowej, która w określonym czasie jest dla wszystkich taka sama (założenia to jest często ostro krytykowane z powodu występujących na rynku ograniczeń jego płynności)
- ścieżka wydatków państwa jest stała
- istnieje troska o przyszłe pokolenia

Podstawowym warunkiem ekwiwalencji Ricardiańskiej jest założenie, że ludzie postępują jak gdyby żyli nieskończenie długo. Wówczas oszczędzają bez względu na to, kiedy spodziewany jest wzrost podatku. Założenie to podważyło koncepcję Ricarda i zmusiło go do jej odrzucenia; hipotezę obronił Barro przyjmując, iż ludzie oszczędzają troszcząc się o swoje dzieci; w takim razie gospodarstwa domowe oszczędzają nadmiar dochodu w okresie niższych podatków nawet, gdy spodziewany jego wzrost ma nastąpić za życia dzieci czy wnuków.
Jednak zasadniczą kwestią w modelu Barro-Ricardo jest to, że indywidualne działania konsumentów mogą powodować niezamierzone efekty polityki prowadzonej przez rząd, a z tego wynika, że gospodarka nie reaguje zawsze w mechaniczny sposób. Ten problem jest kluczową kwestią nowoczesnej polityki makroekonomicznej.

## Mankamenty teorii
- Teoria racjonalnych oczekiwań nie zawsze ma potwierdzenie w prognozach społeczeństwa, dlatego często poddają się oni iluzji fiskalnej, która zniekształca ich decyzje[1].
- W 1976 roku Martin Feldstein skrytykował tę teorię, twierdząc, że Barro nie uwzględnił w wynikach swojej pracy zarówno wzrostu gospodarki, jak i społeczeństwa. Feldstein dowodził, że kreowanie długu publicznego obniża wielkość oszczędności we wzrastającej gospodarce[2].
- Brak ciągłości w przekazach międzypokoleniowych.
- Zakłócenia spowodowane działaniem podatków.
- Niedoskonałości rynku kapitałowego.
- W 1976 roku teorię skrytykował James M. Buchanan, za to, że:
  - nie porównano w niej wnikliwie odmiennego oddziaływania na gospodarkę wywołanego przez podatki i zadłużenie
  - wprowadzono do modelu kwestię długu publicznego bez niezbędnego definiowania zmian, jakie to wnosi
  - pominięto dostarczenie empirycznych dowodów na występowanie całkowitego umorzenia przyszłych podatków
  - nie poruszono kwestii politycznych konsekwencji równoważności ricardiańskiej.
- Hipoteza mówiąca o tym, że rząd działa przez nieskończenie długi czas jest całkowicie odmienna od rzeczywistości, kiedy to faktycznie rząd egzystuje dość krótko ze względu na konstytucyjne zasady.